# مديرا
مديرا قرية في ناحية حرستا في منطقة دوما في محافظة ريف دمشق. بلغ عدد سكانها 4308 نسمة عام 2004.